# Laura D'Angelo
Laura D'Angelo (Roma, 24 maggio 1956 – Roma, 15 agosto 2010) è stata un'attrice e coreografa italiana.

## Biografia
Ha frequentato l'accademia teatrale di Alessandro Fersen. L'attore ed autore teatrale Carmelo Bene la sceglie nel suo Romeo e Giulietta. Raggiunge la notorietà televisiva nel 1976 con il programma Odeon. Tutto quanto fa spettacolo di Brando Giordani ed Emilio Ravel trasmesso sul secondo canale Rai per due stagioni, annunciando i servizi in qualità di Odeonette.
Nel 1978 partecipa ai concerti della tournee di Sotto il segno dei pesci di Antonello Venditti comparendo in un video suonando la chitarra a 12 corde in Bomba o non bomba
È stata a fianco di Enrico Montesano nello spettacolo Bravo dal teatro Sistina di Roma. La sua versatilità la fa spaziare da attrice a conduttrice, da inviata a cantante e coreografa, dal varietà alle fiction, soprattutto per la Rai. Prese parte a Blitz condotto da Gianni Minà, Fantastico, Uno Mattina e La squadra.
Ha esordito nel cinema nel 1975 nel film L'ultimo treno della notte di Aldo Lado.
È morta nel 2010 a 54 anni a causa di un tumore.

## Filmografia

### Cinema
- L'ultimo treno della notte, regia di Aldo Lado (1975)
- Stato interessante, regia di Sergio Nasca (1977)
- Difficile morire, regia di Umberto Silva (1977)
- Farfalle, regia di Roberto Palmerini (1997)

### Televisione
- Circuito chiuso, regia di Giuliano Montaldo – film TV (1978)
- Kamikaze, regia di Bruno Corbucci – film TV (1986)
- Aeroporto internazionale – serie TV, episodio 2x23 (1987)
- Provaci ancora prof! – serie TV, episodio 2x04 (2007)

## Programmi TV
- Odeon. Tutto quanto fa spettacolo (Rete 1, 1976-1978)
- Girofestival (Rete 1, 1978)
- Tre stanze e cucina (Rete 1, 1979-1980)
- Giochiamo al varieté (Rete 1, 1980)
- Bravo! (Rai 1, 1983)
- Sponsor City (Retequattro, 1984)
- Di Gei Musica (Rai 3, 1983-1984)
- Dancemania (Rai 3, 1984-1985)
- Il bello della diretta (Rai 1, 1986)
- Fantastico (Rai 1, 1988-1989)
- Vuoi vincere? (Rai 1, 1992)
- Buona fortuna (Rai 1, 1993)